# Aydıncık (Yozgat)
Pour les articles homonymes, voir Aydıncık.
Aydıncık est une ville et un district de la province de Yozgat en Turquie.